# Пирард
Пира́рд (Пирар; фр. Pirard; умер 8 июля 840) — епископ Льежа (836—840).

## Биография
Пирард был избран главой Льежской епархии в 836 году после смерти епископа Вальтгауда, получив на это согласие императора Людовика I Благочестивого. О его понтификате почти ничего неизвестно. Достоверные исторические источники сообщают только о том, что по требованию папы римского Григория IV и императора Людовика в Льежском епископстве при Пирарде впервые был отпразднован Собор всех святых.
Сведения о родственных связях Пирарда с владельцами Бара и Намюра и другие сообщения, содержащиеся в хронике льежского историка XIV века Жана д’Отремуса, историки считают недостоверными.
Преемником Пирарда на кафедре Льежа был епископ Хартгарий.